# Alexandra Dahlström
Alexandra Kashna Dahlström, (n. 12 de febrero de 1984) es una actriz sueca, conocida por interpretar a la popular Elin Olsson en Fucking Åmål.

## Biografía
Alexandra nació en Gävle, en la región sueca de Gävleborg y creció en Estocolmo.
Su padre es sueco y su madre rusa, Alexandra habla ruso y sueco con fluidez.
Vivió en Estocolmo hasta que se graduó en el instituto. En estos momentos Alexandra vive en Roma, Italia, mientras que intenta hacerse con una buena carrera como actriz.
Cuando se la preguntó de pequeña a qué quería dedicarse cuando se hiciese mayor, Alexandra contestó que sería estrella de rock o asesina de masas.

## Carrera
La carrera de Alexandra comenzó en 1997, cuando interpretó a Fanny en una película sueca llamada Sanning eller konsekvens.
Aunque su carrera despegó un año después cuando interpretó a Elin Olsson en la película independiente de Lukas Moodysson, Fucking Åmål, junto con Rebecka Liljeberg. En ella interpretaba a la chica más popular del instituto. Este papel la sirvió para ganar el Guldbagge Award.
Tras este papel hubo rumores de que Alexandra recibió distintas ofertas para actuar en distintas películas, pero las rechazó para poder graduarse en la escuela.
Pese a querer dedicarse a sus estudios, Alexandra participó en la serie de televisión S:t Mikael, en el año 1998 y en 1999 en la película Tomten är far till alla barnen.
Cuando terminó sus estudios secundarios siguió actuando en el teatro, aunque en el 2002 volvió a trabajar con Lukas Moodysson, como asistente del director y como traductora de ruso en la película Lilya 4-ever.
En 2004 fue cuando, Alexandra, volvió a ser vista en televisión al interpretar a Moa en Fröken Sverige.
Desde el 5 de marzo de 2007, Alexandra esta participando activamente en la serie de televisión Holandesa, Goede Tijden, Slechte Tijden, en la cual interpreta a Skylar Nilsson, una estudiante de intercambio.
También ha aparecido en un videoclip (Sweet Jackie) de Sugarplum Fairy.

## Filmografía
- Goede tijden, slechte tijden (2007).... Skylar Nilsson.

- Som kärlek fast på riktigt! (2004).... Viola Karlsson.

- Fröken Sverige (2004).... Moa.

- Utvecklingssamtal (2003) (voz).... Dottern.

- Carpe, La (2002).... Béatrice.

- Tomten är far till alla barnen (1999).... Jeanette.

- S:t Mikael (1998)............. Erika.

- Fucking Åmål (1998).... Elin Olsson.

- Sanning eller konsekvens (1997).... Fanny.